# مجددون (برنامج تلفزيوني)
مجددون هو اسم برنامج تلفزيوني يعده ويقدمه الداعية والمصلح الإسلامي الأستاذ عمرو خالد حيث كان من المفترض ان يعرض في عام 2008 ولكن تأخر عرضه إلى عام 2010.

## فكرة البرنامج
تقوم الفكرة على تنافس 16 شاب وفتاة من مراحل عمرية مختلفة ومن مختلف أنحاء الوطن العربي.
ستكون المنافسة على إنجاز وتحقيق مهمات مختلفة تكون كل مهمة في حلقة واحدة أو أكثر حسب موضوع الحلقة.
المهمات تبرز المهارات والإمكانيات الخاصة بكل متسابق وتحمل قيمة ومعنى.
وصفته وسائل إعلام بأنه غير تقليدي، وهو من نوع "تلفزيون الواقع"، ويشارك فيه عدد من الشباب والفتيات بشكل منفصل من دول عربية عدة، وأشار عمرو خالد إلى أن البرنامج يقدم بطريقة مبتكرة يهدف إلى خلق جيل من الشباب يحمل أفكارا إصلاحية وتنموية ويساهم في النهضة بطريقة بعيدة عن أسلوب إلقاء المحاضرات على هؤلاء الشباب. وتسند إلى المشاركين مهام تنموية واجتماعية وحضارية وإعلامية ورياضية وتحدد مهلة لإنجاز المهمة، وتتم عملية تصفيات بين المشاركين إلى أن يتم إعلان الفائز الذي يمنح جائزة مالية لإدارة مشروع تنموي

## هدف البرنامج
إنتاج وإخراج جيل من الشباب يرفعون مبدأ «التنمية بالإيمان» ويسعون لنهضة بلادهم من منطلق إيمانهم برب العالمين.
الأستاذ عمرو خالد سيشارك المتسابقين في كل حلقة، بالتوجيه والتحدث عن القيمة في كل من المهمات التي سيتسابقون لتحقيقها.
البرنامج تم إنتاجه من قبل كبرى شركات الإنتاج التي لها تاريخ طويل في الإنتاج السينمائي والفني.
البرنامج من إخراج المخرج السوري محمد بايزيد والذي أخرج للأستاذ عمرو خالد سابقاً برنامجي قصص القرآن بجزأيه الأول والثاني.

## رعاة ومنتجي البرنامج
في البداية تقرر ان يرعى البرنامج الجهات التالية:
- مؤسسة رايت ستارت الخيرية الدولية البريطانية.
- قناة الرسالة الفضائية.
- قناة الحياة الفضائية.

و لكن بعد إيقافه وإعادة تكملته وقع الاختيار على تلفزيون دبي لرعاية وعرض البرنامج عام 2010.

## شروط الاشتراك
يشترط أن يكون المتسابق/المتسابقة:
- حاصل على شهادة جامعية.
- ألا يزيد السن عن 30 عاماً.
- مشارك في العمل التطوعي.
- مثقف الفكر مطلع على مختلف المجالات.
- لديه روح العمل في فريق.
- لديه جواز سفر ساري المفعول.

## البرنامج على الفيس بوك
انطلاقا من الأثر الكبير والعدد الأكبر للشباب المسلمين على موقع الفيس بوك الإلكتروني فقد قرر الأستاذ عمرو خالد إنشاء برنامج مجددون خاص بأعضاء جروبه في الفيس بوك الذي يحمل عنوان أكيد.
يختلف البرنامج على الفايس بوك عنه على شاشة التلفاز إذ أن الأستاذ عمرو خالد سيقوم اسبوعيا بعرض مقطع فيديو مسجل مسبقا به تعريف عن أحد المجددين في الحضارة الإسلامية من كافة المجالات (طب، هندسة، أدب، اقتصاد، كيمياء،....) وعن كيفية الاستفادة من حياة هذا المجدد في حياتنا العادية.
بعد عرض الحلقة يقوم أعضاء الجروب البالغ عددهم حوالي ثمانين ألفا بإرسال أفكارهم ومقترحاتهم لتجديد وتطوير المجال الذي تكلم فيه عمرو خالد وسيتم اختيار فائزين يشاركون عمرو خالد في الجزء الثاني من برنامج مجددون.
تم عرض أول حلقة بتاريخ الواحد والعشرون من أبريل عام 2009 وهي عن الإمام الشافعي الشاعر.